# Wustermark
Wustermark é um município da Alemanha, situado no distrito de Havelland, no estado de Brandemburgo. Tem 52,63 km² de área, e sua população em 2019 foi estimada em 9.617 habitantes.